# Alexandr Kozhin
Alexandr Kozhin (en ruso: Александр Кожин; 10 de abril de 1990) es un deportista ruso que compitió en tiro con arco, en la modalidad de arco recurvo.
Ganó una medalla de bronce en el Campeonato Mundial de Tiro con Arco en Sala de 2016, una medalla de oro en el Campeonato Europeo de Tiro con Arco al Aire Libre de 2016 y cuatro medallas en el Campeonato Europeo de Tiro con Arco en Sala entre los años 2011 y 2015.

## Palmarés internacional
| Campeonato Mundial en Sala       | Campeonato Mundial en Sala | Campeonato Mundial en Sala | Campeonato Mundial en Sala |
| Año                              | Lugar                      | Medalla                    | Prueba                     |
| -------------------------------- | -------------------------- | -------------------------- | -------------------------- |
| 2016                             | Ankara (Turquía)           | Medalla de bronce          | Equipo                     |
| Campeonato Europeo al Aire Libre |                            |                            |                            |
| Año                              | Lugar                      | Medalla                    | Prueba                     |
| 2016                             | Nottingham (Reino Unido)   | Medalla de oro             | Equipo                     |
| Campeonato Europeo en Sala       |                            |                            |                            |
| Año                              | Lugar                      | Medalla                    | Prueba                     |
| 2011                             | Cambrils (España)          | Medalla de plata           | Individual                 |
| 2011                             | Cambrils (España)          | Medalla de plata           | Equipo                     |
| 2013                             | Rzeszów (Polonia)          | Medalla de plata           | Equipo                     |
| 2015                             | Koper (Eslovenia)          | Medalla de bronce          | Equipo                     |